# Umbrella Man

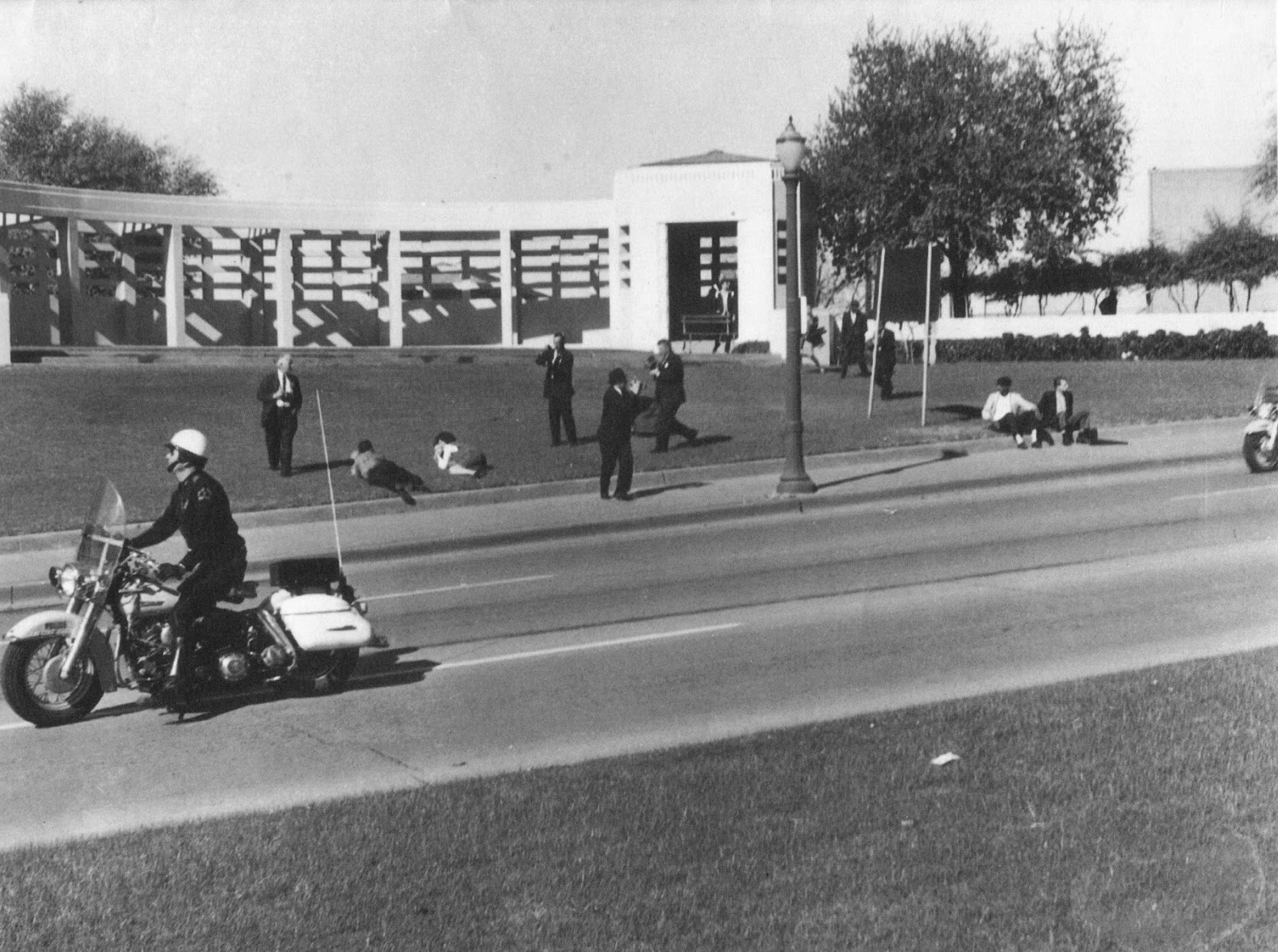
In de nasleep van de aanslag zit The Umbrella Man op het trottoir, hier helemaal rechts te zien. Hij zit naast The Dark Complected Man.

De Umbrella Man (de parapluman), in 1978 geïdentificeerd als Louie Steven Witt, is een getuige van de moord op president Kennedy die op verschillend beeldmateriaal te zien is, zoals op de amateurbeelden van Abraham Zapruder. Zijn merkwaardige verschijning veroorzaakte veel speculatie. De Umbrella Man werd het onderwerp van veel complottheorieën.

## Achtergrond
Toen de open limousine van president Kennedy The Umbrella Man passeerde, was Kennedy juist voor de eerste keer geraakt door een kogel. The Umbrella Man had, boven zijn hoofd, een paraplu opgestoken, hoewel het een heldere, zonnige dag was, bij een temperatuur van ongeveer 18 °C. Op beeldmateriaal is te zien dat hij, na de moord, op het trottoir zit bij de zogenoemde grassy knoll en een gesprek met een man naast hem lijkt te voeren. Daarna stond hij op en liep in de richting van het schoolboekenmagazijn. De man die direct naast hem op het trottoir zat, werd bekend als de Dark Complected Man of de Umbrella Man Friend.

## Identiteit vastgesteld
Toen de United States House Select Committee on Assassinations (een onderzoekscommissie van het Huis van Afgevaardigden) alle getuigen opzocht en ondervroeg, werd duidelijk dat The Umbrella Man Louie Steven Witt was. Witt beweerde de paraplu nog steeds in zijn bezit te hebben en toonde deze aan de commissie. Hij verklaarde de paraplu die dag opgestoken te hebben bij wijze van protest tegen de vooroorlogse politiek van appeasement van de Britse premier, en geregelde parapludrager, Neville Chamberlain, een politiek die destijds door Kennedy’s vader, Joseph P. Kennedy sr., ambassadeur in Londen, werd gesteund.
Degene die op het trottoir naast hem had gezeten (de Dark Complected Man), was volgens hem een onbekende, die uitsluitend gezegd zou hebben They done shot them folks.

## Betrokkenheid
Vanwege de mysterieuze verschijning van Witt in 1963 werd er veel gespeculeerd over zijn eventuele betrokkenheid bij de moord. Sommigen menen bijvoorbeeld dat de paraplu een wapen zou zijn geweest, waarmee Kennedy zou zijn beschoten. Anderen zeggen weer dat de paraplu dragende man bij een Cubaans complot hoorde, omdat hij later op beeldmateriaal werd gezien samen met een donkergetinte man (de Dark Complected Man). Er is geen concreet bewijs voor deze beweringen.
Alhoewel door sommigen de merkwaardige verklaring die Witt aflegde voor de HSCA gezien wordt als aanwijzing voor zijn betrokkenheid, zijn er anderen die juist de merkwaardigheid van die verklaring uitleggen als een teken dat Witt de waarheid sprak.
Andere critici betwijfelen of Witt wel echt "de parapluman" was.